# Andréi Mostovói
Andréi Andréyevich Mostovói (en ruso: Андрей Андреевич Мостовой; Omsk, 5 de noviembre de 1997) es un futbolista ruso que juega en la demarcación de centrocampista para el Zenit de San Petersburgo de la Liga Premier de Rusia.

## Selección nacional
Hizo su debut con la selección de fútbol de Rusia el 8 de octubre de 2020 en un partido amistoso contra Suecia que finalizó con un resultado de 1-2 a favor del combinado sueco tras el gol de Aleksandr Sobolev para Rusia, y de Alexander Isak y Mattias Johansson para Suecia.

## Clubes
| Club                       | País  | Año       | Partidos | Goles |
| -------------------------- | ----- | --------- | -------- | ----- |
| FC Olimp-Dolgoprudny       | Rusia | 2016      | 10       | 2     |
| FC Khimki                  | Rusia | 2016-2018 | 88       | 4     |
| FC Zenit-2 San Petersburgo | Rusia | 2019      | 13       | 5     |
| PFC Sochi (cedido)         | Rusia | 2019-2020 | 26       | 6     |
| Zenit de San Petersburgo   | Rusia | 2020-     | 174      | 35    |

## Palmarés

### Campeonatos nacionales
| Título                | Club                     | País  | Año  |
| --------------------- | ------------------------ | ----- | ---- |
| Supercopa de Rusia    | Zenit de San Petersburgo | Rusia | 2020 |
| Liga Premier de Rusia | Zenit de San Petersburgo | Rusia | 2021 |
| Supercopa de Rusia    | Zenit de San Petersburgo | Rusia | 2021 |
| Liga Premier de Rusia | Zenit de San Petersburgo | Rusia | 2022 |
| Supercopa de Rusia    | Zenit de San Petersburgo | Rusia | 2022 |
| Liga Premier de Rusia | Zenit de San Petersburgo | Rusia | 2023 |
| Supercopa de Rusia    | Zenit de San Petersburgo | Rusia | 2023 |
| Liga Premier de Rusia | Zenit de San Petersburgo | Rusia | 2024 |
| Copa de Rusia         | Zenit de San Petersburgo | Rusia | 2024 |
| Supercopa de Rusia    | Zenit de San Petersburgo | Rusia | 2024 |